# Gyraulus

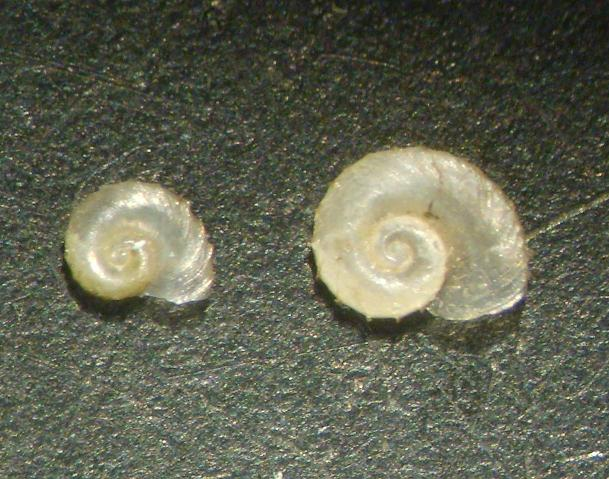
Gyraulus crista

Gyraulus je rod malých, nejčastěji vzduch dýchajících, sladkovodních plicnatých plžů z čeledi okružákovitých.
Rod Gyraulus je znám z mladší křídy do dnešních dob. Fosilní pozůstatky Gyraulus sp. byli nalezeny v jezerních sedimentech oblasti Yixian v Číně, datované do doby před 125 miliony let.
Druh Gyraulus crista nedýchá vzduch. I přesto, že se jedná o plicnatého plže, používá k dýchání plášťové dutiny naplněné vodou.

## Rozšíření
Tento rod má holoarktické rozšíření.

## Habitat
Tito plži žijí nejčastěji na vodních rostlinách ve sladké vodě.

## Popis ulity
Ulita tohoto rodu je malá, planispirální (diskoidální)

## Druhy
Druhy v rámci rodu Gyraulus:
podrod Armiger . W. Hartmann, 1843
- Gyraulus crista (Linnaeus, 1758)[4] - Nautilus ramshorn
- † Gyraulus cristaeformis (Gozhik & Prysjazhnjuk, 1978)
- † Gyraulus decorus (Roshka, 1973)
- † Gyraulus geniculatus (Sandberger, 1875)
- † Gyraulus gracilis (Gozhik & Prysjazhnjuk, 1978)
- † Gyraulus lenapalus (Bourguignat, 1881)
- † Gyraulus lluecai (Royo Gómez, 1922)
- † Gyraulus nautiliformis (Gozhik & Prysjazhnjuk, 1978)
- † Gyraulus subptychophorus (Halaváts, 1903)

podrod Carinogyraulus Polinski, 1929: reprezentován jako Gyraulus
podrod Gyraulus Charpentier, 1837
podrod Lamorbis Starobogatov, 1967: reprezentován jako Gyraulis
podrod Nautilinus Mousson, 1872
- Gyraulus clymene (Shuttleworth, 1852)[8]

podrod Torquis Dall', 1905
- Gyraulus laevis (Olše, 1838)[10]

Druhy taxonomicky nejisté
- Gyraulus acutus Clessin, 1907
- Gyraulus percarinatus Paraense, 2000 name unavailable under ICZN Art. 16.4)